# Ибрагимов, Пайзрахман Насырович
Пайзрахман Насырович Ибрагимов (1 мая 1936, Жаркент, Алматинская область, КазССР, СССР — 2009, Казахстан) — советский и казахстанский художник, заслуженный деятель искусств КазССР (1982). Член Союза художников СССР.

## Биография
В 1960 году окончил Алматинское художественное училище, позже, в 1967 году — Ташкентский институт театра и кинематографии.
С 1970 года главный художник Уйгурского театра музыкальной комедии в Алматы, работал в нём почти 40 лет, практически до самой смерти. Умер в 2009 году.
Выполнил художественное оформление спектаклей «Анархан» Д. Асимова и А. Садырова, «Герип и Санам» В. И. Дьякова и И. Саттарова, «Назугум» С. Р. Башояна и К. Хасанова, «Дочь Кашгарии» С. Муканова, «Рожденные не умереть» А. Аширова, «Мещанин во дворянстве» Мольера, «Гнев Одиссея» А. В. Вольехо и др. Создал декорации к спектаклям Казахского театра драмы и Республиканского русского театра драмы.
Награждён орденом «Знак Почёта».